# Penalva lateralis
Penalva lateralis är en insektsart som beskrevs av Walker, F. 1870. Penalva lateralis ingår i släktet Penalva och familjen Anostostomatidae. Inga underarter finns listade i Catalogue of Life.